# Martin Pavlu
Martin Pavlu (* 8. Juli 1962 in Pilsen, Tschechoslowakei) ist ein italienischer Eishockeyspieler und heutiger -trainer tschechoslowakischer Herkunft, der den Großteil seiner Karriere beim HC Bozen in der Serie A unter Vertrag stand. Mit der italienischen Nationalmannschaft nahm er an drei Olympischen Winterspielen teil. Sein Vater Jaroslav war mehrfacher tschechoslowakischer und italienischer Meister. Sein Sohn Jan ist wie Martin italienischer Nationalspieler.

## Karriere
Martin Pavlu, der in der Tschechoslowakei geboren wurde, aber nach dem Prager Frühling mit seinen Eltern nach Italien floh, begann seine Karriere in der Jugendabteilung des HC Bozen. Im Alter von 15 Jahren debütierte er in der Serie B für den Latemar HC, für den er bis 1978 aktiv war. Anschließend wechselte er in die erste Mannschaft des HC Bozen aus der Serie A, für die sein Vater Jaroslav bis 1980 spielte.
Mit den Südtirolern wurde er zwölfmal italienischer Meister, dabei war er ab 1998 Mannschaftskapitän. Zudem gewann er mit dem Team 1994 die Alpenliga und das Six Nations Tournament. Insgesamt bestritt Pavlu 814 Spiele für den HC Bozen, in denen er 1430 Punkte (544 Tore und 886 Assists) erzielte. 2003 erhielt er keinen neuen Vertrag in Bozen und wechselte zum HC Meran. 2004 beendete er seine Karriere.

### International
Im Juniorenbereich spielte Pavlu für den italienischen Nachwuchs zunächst bei den U18-B-Europameisterschaften 1977 und 1980. Anschließend war mit der italienischen U20-Auswahl bei den Junioren-B-Weltmeisterschaften 1979, 1981, als er bester Vorbereiter und gemeinsam mit dem Jugoslawen Murajica Pajič und dem Schweizer Albert Lüthi auch punktbester Spieler des Turniers war, und 1982 aktiv.
In der Spielzeit 1976/77 gab Pavlu sein Debüt in der italienischen Nationalmannschaft der Herren. Er nahm erstmals bei der Weltmeisterschaft 1982 an einem großen Turnier teil. Auch 1983, 1993, 1994, 1995, 1996 und 1997 spielte er mit den Azzurri in der A-Gruppe. Nach dem Abstieg 1983 spielte er 1985, 1986, 1987, 1989 und 1990 in der B-Gruppe. Zudem spielte er für Italien bei den Olympischen Winterspielen in Sarajewo 1984, in Lillehammer 1994 und in Nagano 1998. Insgesamt absolvierte Pavlu 227 Länderspiele.

### Als Kommentator und Trainer
Nach seiner aktiven Laufbahn war Pavlu Eishockeykommentator beim Satellitensender Sky. Von Dezember 2007 bis Mitte 2008 war er General Manager von Asiago Hockey. Zudem kommentierte er Eishockeyspiele für Rai und den Streaming-Kanal von Asiago Hockey.
Seit 2019 ist er beim italienischen Eishockeyverband FISG als Trainer tätig. Zunächst war Co-Trainer der U18-Frauen-Nationalmannschaft (2019 bis 2020) und seit 2021 Co-Trainer der italienischen Frauen-Nationalmannschaft.

## Erfolge und Auszeichnungen
- 1979 Italienischer Meister mit dem HC Bozen
- 1981 Meiste Punkte und Vorlagen bei der Junioren-Weltmeisterschaft
- 1982 Italienischer Meister mit dem HC Bozen
- 1983 Italienischer Meister mit dem HC Bozen
- 1984 Italienischer Meister mit dem HC Bozen
- 1985 Italienischer Meister mit dem HC Bozen
- 1988 Italienischer Meister mit dem HC Bozen
- 1990 Italienischer Meister mit dem HC Bozen
- 1994 Gewinn der Alpenliga mit dem HC Bozen
- 1994 Gewinn des Six Nations Tournament mit dem HC Bozen
- 1995 Italienischer Meister mit dem HC Bozen
- 1996 Italienischer Meister mit dem HC Bozen
- 1997 Italienischer Meister mit dem HC Bozen
- 1998 Italienischer Meister mit dem HC Bozen
- 2000 Italienischer Meister mit dem HC Bozen